# Razimet
Razimet (okzitanisch Rasimet) ist eine in französische Gemeinde mit 300 Einwohnern (Stand 1. Januar 2022) im Département Lot-et-Garonne in der Region Nouvelle-Aquitaine (vor 2016 Aquitaine). Die Gemeinde gehört zum Arrondissement Nérac und zum Kanton Lavardac.

## Geografie
Razimet liegt etwa 36 Kilometer westnordwestlich von Agen. Umgeben wird Razimet von den Nachbargemeinden Calonges im Norden, Villeton im Osten, Puch-d’Agenais im Süden und Südosten, Villefranche-du-Queyran im Süden sowie Leyritz-Moncassin im Westen und Südwesten.
Durch die Gemeinde führt die Autoroute A62.

## Bevölkerungsentwicklung
| Jahr                       | 1962 | 1968 | 1975 | 1982 | 1990 | 1999 | 2006 | 2011 | 2018 |
| Einwohner                  | 326  | 227  | 186  | 202  | 200  | 214  | 222  | 261  | 296  |
| Quellen: Cassini und INSEE |      |      |      |      |      |      |      |      |      |

## Sehenswürdigkeiten

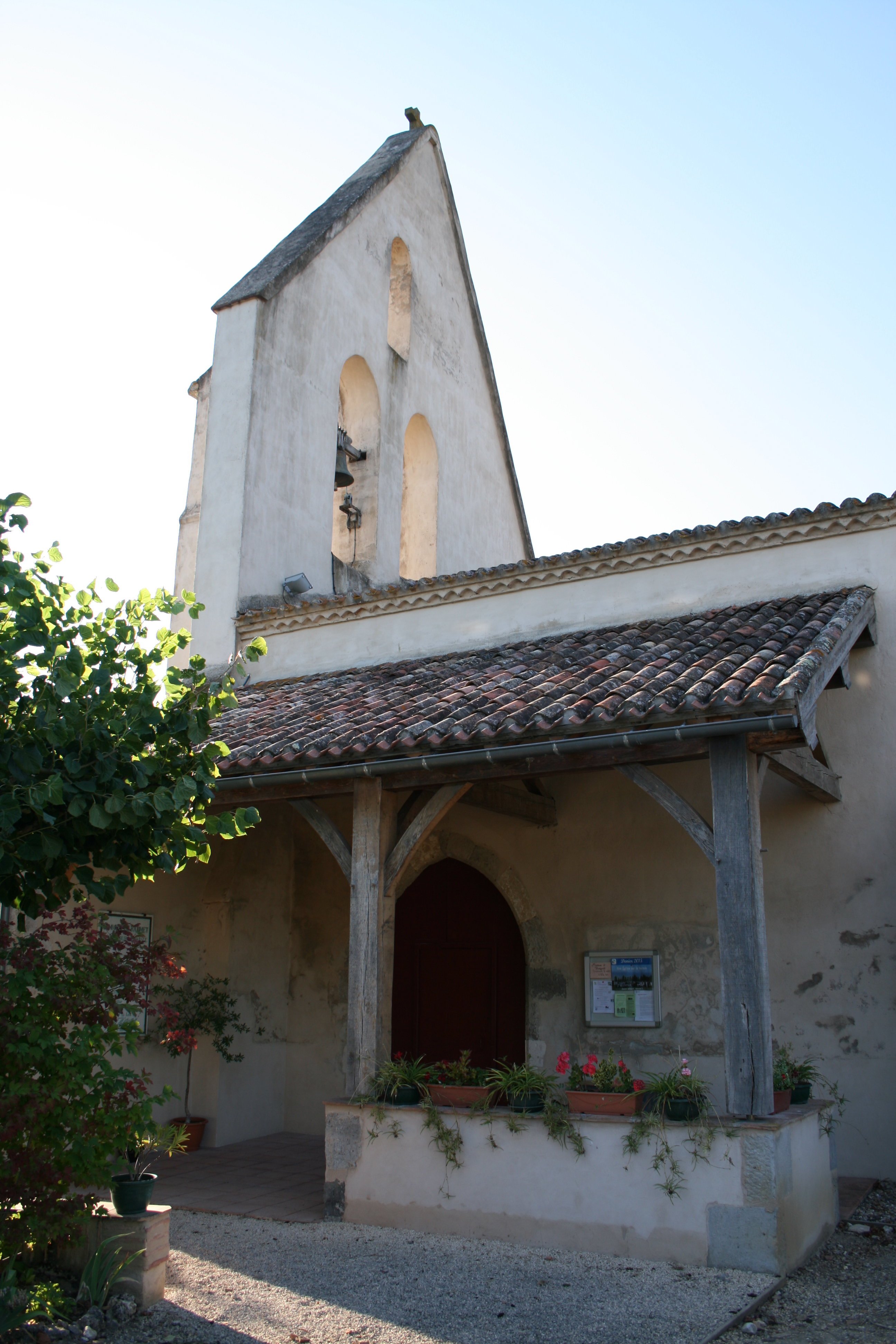
Kirche Saint-Jean-Baptiste

- Kirche Saint-Jean-Baptiste